# Lori de les Tanimbar
El lori de les Tanimbar  (Eos reticulata) és una espècie d'ocell de la família dels psitàcids que habita la selva humida de les illes Tanimbar.